# (100673) 1997 XY
(100673) 1997 XY es un asteroide perteneciente al cinturón de asteroides descubierto el 3 de diciembre de 1997 por Takao Kobayashi desde el Observatorio de Ōizumi, Ōizumi, Japón.

## Designación y nombre
Designado provisionalmente como 1997 XY.

## Características orbitales
1997 XY está situado a una distancia media del Sol de 2,566 ua, pudiendo alejarse hasta 3,153 ua y acercarse hasta 1,979 ua. Su excentricidad es 0,228 y la inclinación orbital 3,510 grados. Emplea 1501,95 días en completar una órbita alrededor del Sol.

## Características físicas
La magnitud absoluta de 1997 XY es 15,7. 